# Sonate pour clarinette solo (Tailleferre)
La sonate pour clarinette solo est une œuvre de Germaine Tailleferre pour clarinette composée en 1957.

## Histoire
La sonate est composée après l'opéra La Petite Sirène, dans lequel la compositrice avait eu recours au dodécaphonisme. Elle approfondit cette voie de manière isolée avec cette sonate. L'expérience restera sans lendemain musicalement pour Germaine Tailleferre, mais lui vaut un contrat d'édition avec Rongwen Music à New York.

## Mouvements
La sonate est en trois mouvements :
- Allegro tranquillo
- Andantino espressivo
- Allegro brioso